# آرون کارتر
آرون کارتر (به انگلیسی: Aaron Carter؛ زاده ۷ دسامبر ۱۹۸۷ – درگذشته ۵ نوامبر ۲۰۲۲) یک موسیقی‌دان اهل ایالات متحده آمریکا بود. وی از سال ۱۹۹۵ تا ۲۰۲۲ میلادی مشغول فعالیت بود.

## مرگ
در ۵ نوامبر ۲۰۲۲، کارتر در سن ۳۴ سالگی در خانه خود در لنکستر، کالیفرنیا درگذشت. TMZ اولین کسی بود که به اداره کلانتری لس آنجلس گزارش داد که جسد کارتر در وان حمام پیدا شده‌است، جسد او توسط پرستار خانه کشف و به پلیس گزارش شد. یکی از سخنگویان تیم کارتر گفته‌است علت مرگ هنوز مشخص نیست.